# Yasuhiko Kawazu
Yasuhiko Kawazu (jap. 川津 泰彦 Kawazu Yasuhiko; ur. 21 stycznia 1966 w Tokio) – japoński seiyū związany z firmą Aoni Production. Okazjonalnie udziela także głosu w dubbingu.

## Role głosowe

### Anime
- Czarodziejka z Księżyca – budowlaniec
- Slam Dunk – Takasado Kazuma
- Marmalade Boy – Mr. Rainy
- Slayers: Magiczni wojownicy – egzaminator B
- Dr. Slump – Goryl
- Turn A Gundam – Corin Nander
- Digimon Adventure – Shellmon
- One Piece – Tansui
- InuYasha
- Chitchana yukitsukai Sugar – farmer B
- MegaMan NT Warrior – Glide
- Sonic X – Pan Smith
- Mobile Suit Gundam Seed –
  - Fredrik Ades,
  - Herman Gould
- Planetes
- Wieczność, której pragniesz – ojciec Haruki
- Keroro gunsō – Gesu-chan
- Girls Bravo
- Full Metal Panic! – Uekusa

### Tokusatsu
- Mirai Sentai Timeranger – D.D. Ladis
- Hyakujū Sentai Gaoranger – Vase Org
- Ninpū Sentai Hurricanger – Shiransu
- Bakuryū Sentai Abaranger – Bankumushroom
- Tokusō Sentai Dekaranger – Botsian Zortac
- Shuriken Sentai Ninninger – Yōkai Nurikabe